# Lomariopsis × farrarii
Lomariopsis × farrarii là một loài dương xỉ trong họ Lomariopsidaceae. Loài này được R.C. Moran & J.E. Watkins mô tả khoa học đầu tiên năm 2004.
Danh pháp khoa học của loài này chưa được làm sáng tỏ. 